# Rhamphomyia azauensis
Rhamphomyia azauensis är en tvåvingeart som beskrevs av Bartak 1983. Rhamphomyia azauensis ingår i släktet Rhamphomyia och familjen dansflugor. Inga underarter finns listade i Catalogue of Life.